# Microdon erythros
Microdon erythros är en tvåvingeart som beskrevs av Mario Bezzi 1908. Microdon erythros ingår i släktet myrblomflugor, och familjen blomflugor. Inga underarter finns listade i Catalogue of Life.